# Tetramorium curvispinosum
Tetramorium curvispinosum är en myrart som beskrevs av Mayr 1897. Tetramorium curvispinosum ingår i släktet Tetramorium och familjen myror. Inga underarter finns listade i Catalogue of Life.